# Desa Cijulang (administrativ by i Indonesien, lat -7,08, long 106,81)
Desa Cijulang är en administrativ by i Indonesien.   Den ligger i provinsen Jawa Barat, i den västra delen av landet, 100 km söder om huvudstaden Jakarta.